# Bockbier

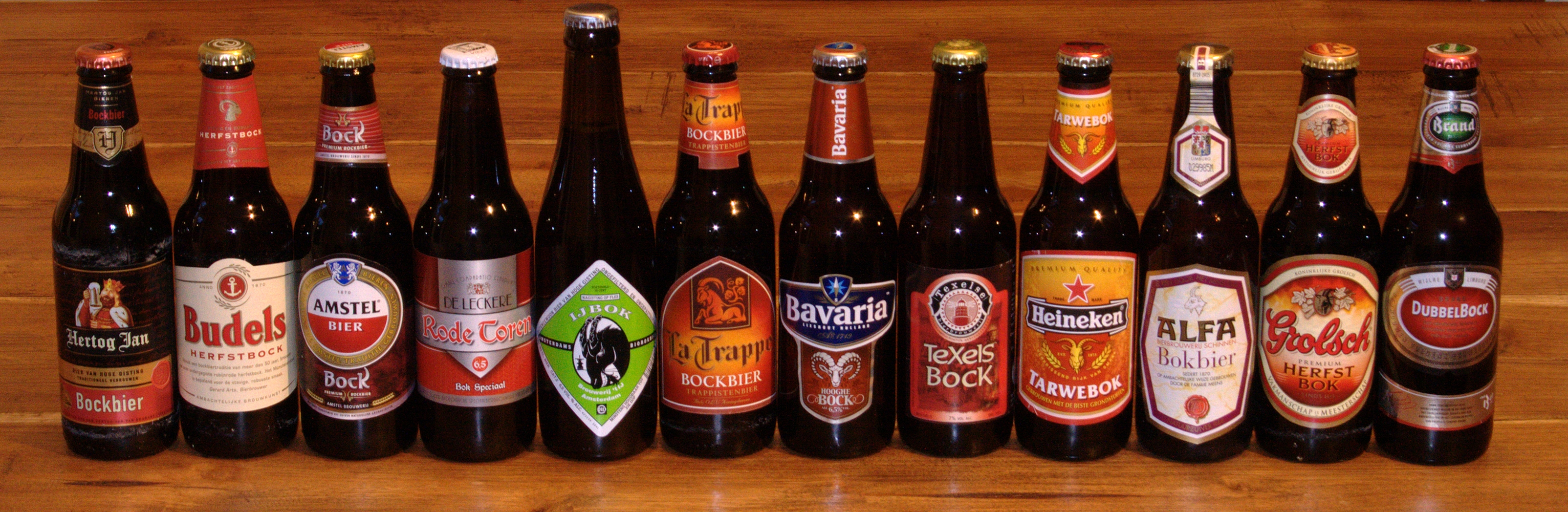
Bockbiere aus den Niederlanden

Das Bockbier gehört zu den Starkbieren. Bockbiere sind ober- oder untergärige Biere, deren Stammwürzegehalt über 16 Grad Plato liegt und der Alkoholgehalt bei 6,5 Vol.-% und darüber. Es gibt sie in hell und dunkel, aber auch als Weizenbock.

## Bockbier

### Das Bier

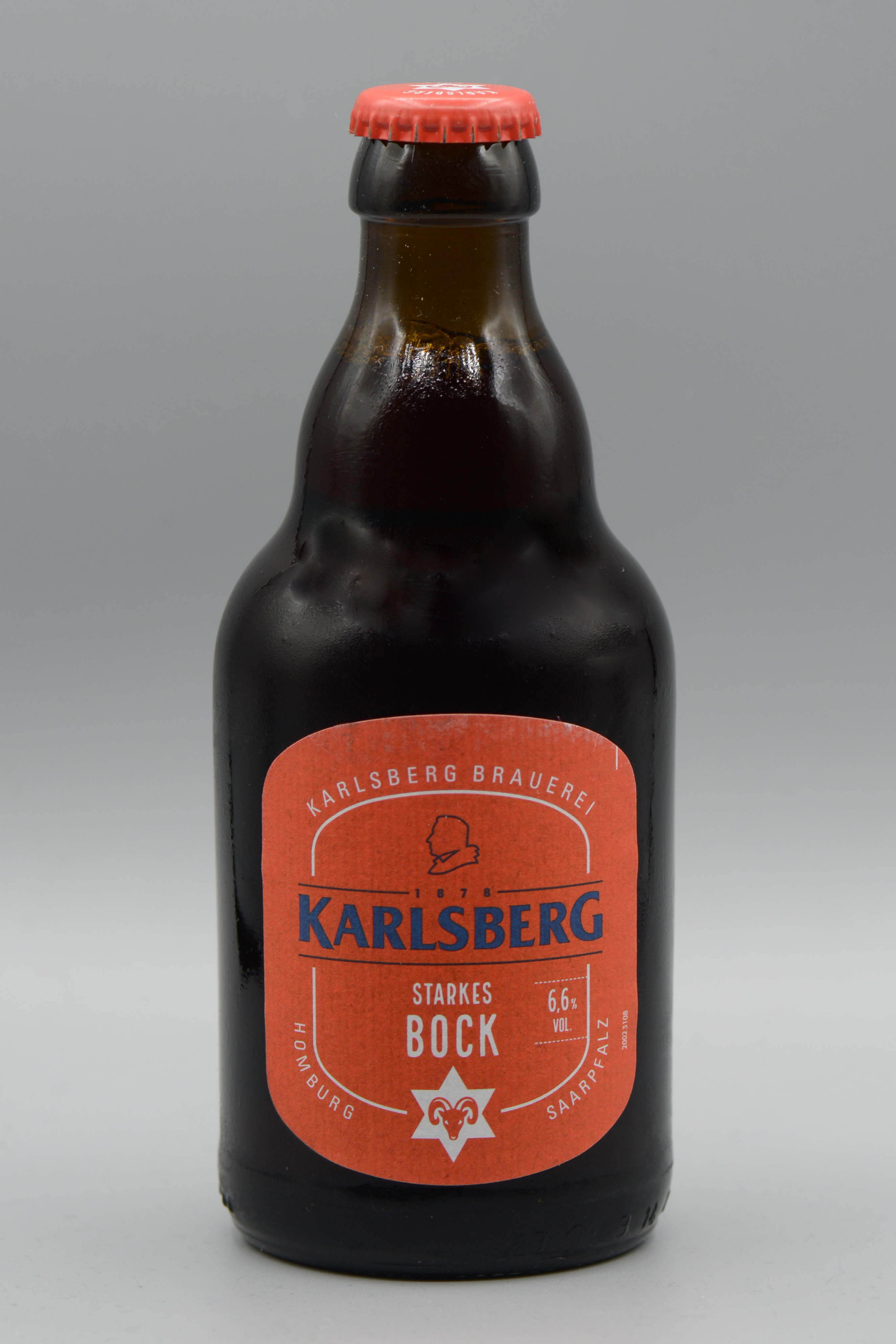
Bockbier in Stubbiflasche

Das Starkbier wird mit einem höheren Stammwürzegehalt als ein normales Voll- oder Schankbier eingebraut. Die Maische ist dickflüssiger, da weniger Wasser hinzugegeben wird. Es gibt helle und dunkle Bockbiere. Im heutigen Angebot ist ein Bockbier meist ein dunkles, süßes und weniger gehopftes Starkbier. Bevorzugt werden Bitterhopfen eingesetzt. Die hellen Vertreter werden entsprechend als heller Bock, aber auch als Maibock gehandelt. Außerdem gibt es auch hellen und dunklen Weizenbock.
Bedingt durch die besonderen, oft dunklen Malze ist Bockbier voll im Geschmack und bringt die vom Malz gelieferten Röstaromen mit. Oft wird die Karamellsüße und der hohe Alkoholgehalt durch das Bittere des eingebrauten Hopfens hervorgehoben. Entsprechend der Schwere des Bieres und einer (gegenüber Vollbieren) oft geringeren Menge an Kohlensäure ist der Schaum cremig und vor allem bei dunklem Bock ebenfalls beige gefärbt.
Obwohl die beiden Begriffe Ziegenbock und Bockbier vom Wortlaut abgesehen nichts miteinander zu tun haben, ist auf den Etiketten mancher Bockbiere ein Ziegenbock abgebildet. Auf der Animator-Flasche von Hacker-Pschorr sind beispielsweise zwei Schafböcke (Widder) zu sehen, die sich gegenüberstehen.

### Geschichte
Der Ursprung dieser Biersorte liegt in der ehemaligen Hansestadt Einbeck in Niedersachsen. Mit der Vergabe des Stadtrechtes 1240 durch die Söhne Heinrichs des Löwen war auch ein Braurecht für die Bürger verbunden. Das im Mittelalter gebraute obergärige Bier galt als Luxusware und wurde über weite Strecken, unter anderem bis nach Italien, exportiert. Um die dafür nötige Haltbarkeit zu erreichen,  braute man Bier mit höherem Alkoholgehalt. Dazu maischte man es mit einem ungewöhnlich hohen Stammwürzegehalt ein. Das vergorene Resultat war ein schweres, alkoholreiches Bier.
Der herzögliche Hof der Wittelsbacher in München ließ sich seit 1555 aus Einbeck beliefern, bis man 1573 das erste bayerische Hofbräuhaus zunächst auf der Landshuter Burg Trausnitz gründete und 1589 nach München verlegte, um selbst Bier zu brauen. 1614 wurde der Braumeister Elias Pichler von Einbeck an das Hofbräuhaus abgeworben, der fortan sein Ainpöckisch Bier in München braute. In der Münchner Mundart wurde daraus im Lauf der Zeit die Bezeichnung Bockbier. Das Wort Starkbier ist wesentlich jünger, es kam erst im 20. Jahrhundert auf.

## Doppelbock

### Das Bier

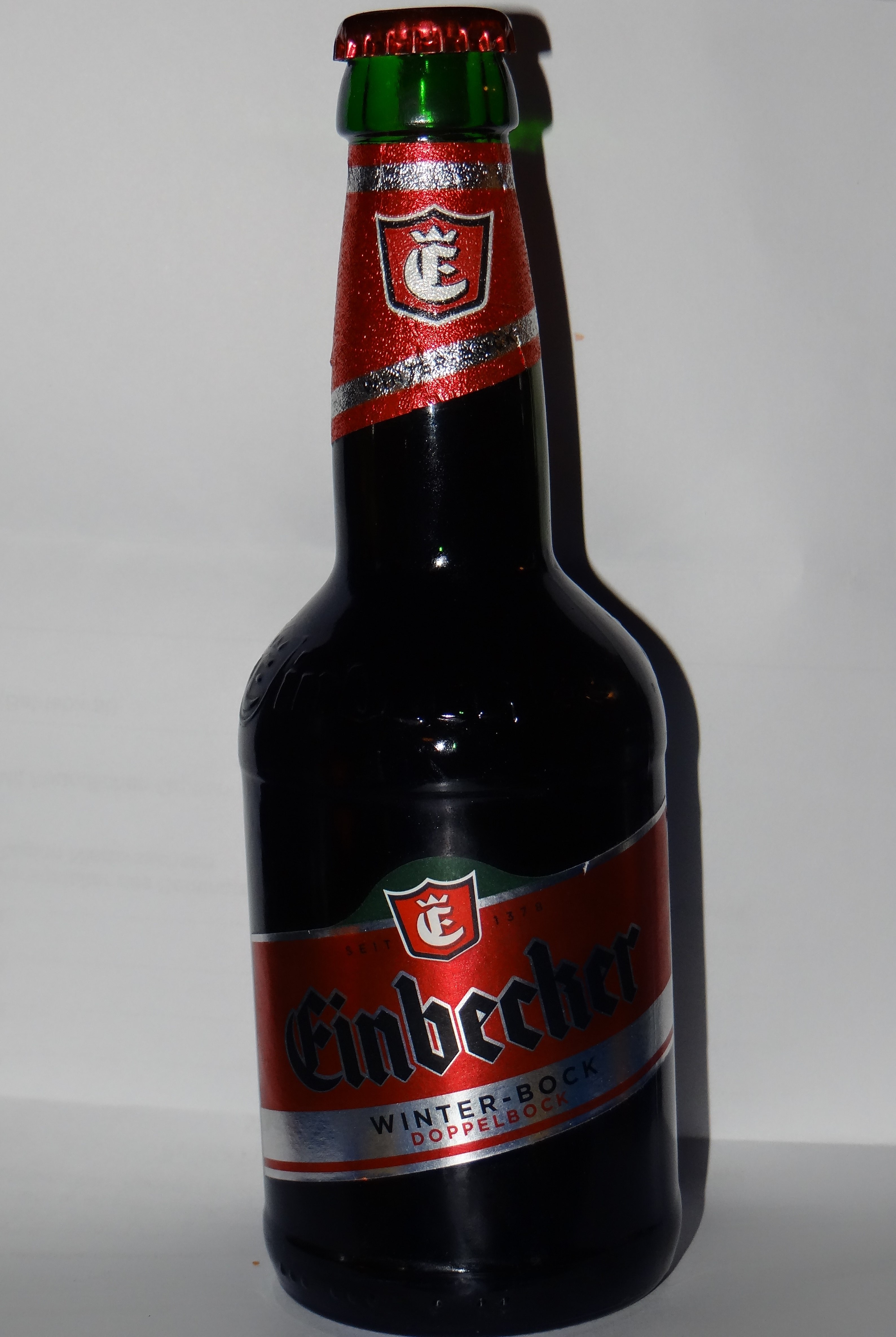
Einbecker Winterbock in Originalflasche des Einbecker Brauhauses

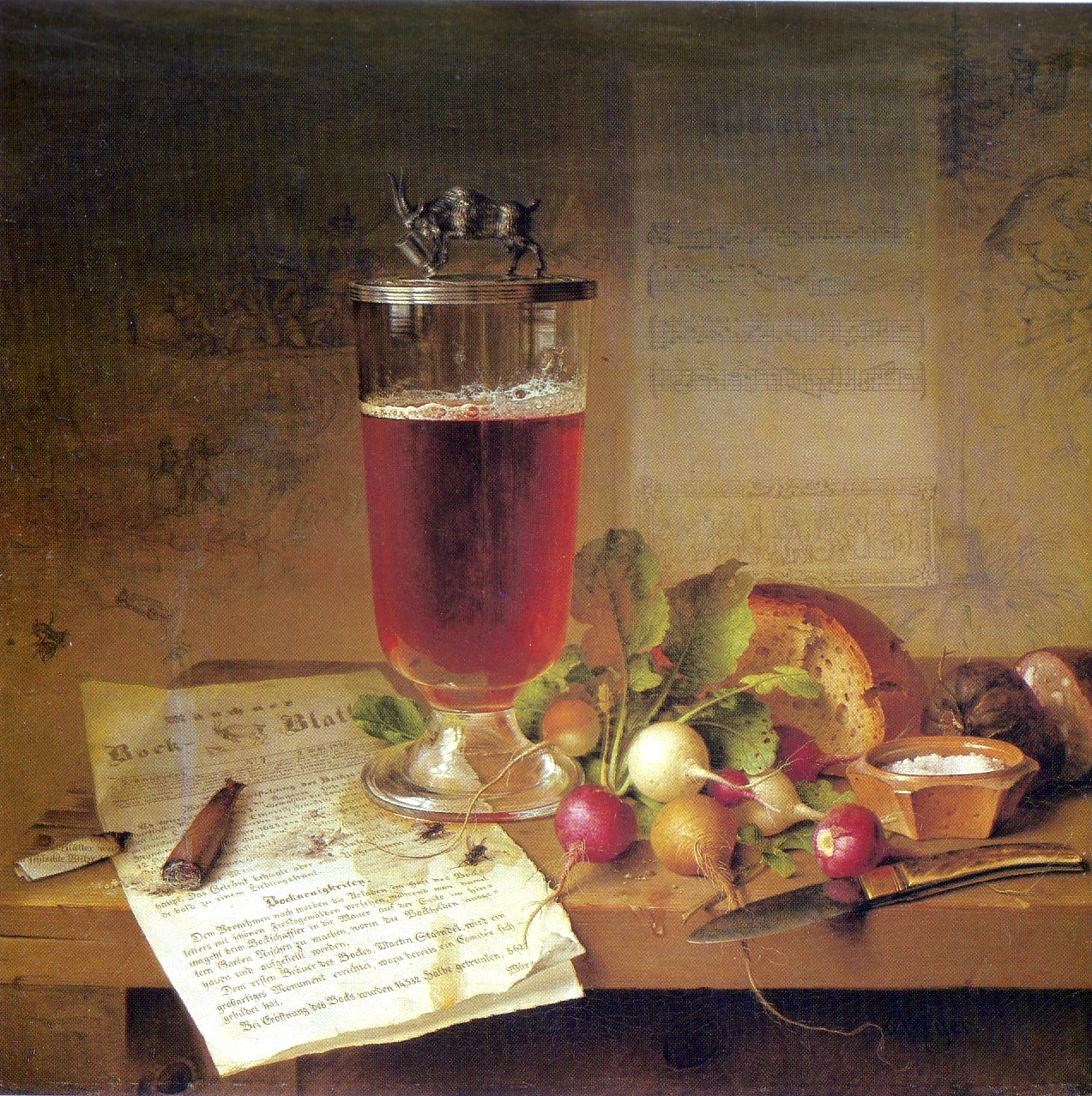
Stillleben mit Bockbierglas, Johann Wilhelm Preyer, 1839

Ein Doppelbock ist ein Bockbier, das mit einem Stammwürzegehalt von über 18 Grad Plato eingebraut wird. Der Alkoholgehalt beträgt dabei zwischen 5 % Vol. und 12 % Vol. und liegt damit in den oberen Bereichen der angebotenen Sorten.
Die heute genutzte Unterscheidung zwischen Bock und Doppelbock geht auf die ältere deutsche Gesetzgebung zurück. Sie gebot Wertbereiche für den Stammwürzegehalt einzuhalten, wobei Bockbiere Extraktgehalt von mehr als 16 Grad Plato und Doppelbock mindestens 18 Grad Plato Stammwürze haben. Auch wenn heute die Abhängigkeit der Rezeptur von den lokalen Bedingungen (beispielsweise im Brauwasser) geringer und die Breite der Sorten größer wurde, haben sich die Bezeichnungen etabliert und sind noch gebräuchlich.

### Geschichte
Im Zuge der Gegenreformation rief der bayerische Kurfürst Maximilian I. Paulanermönche in sein Land. Sie gründeten 1627 in der Münchner Vorstadt Au das Kloster Neudegg ob der Au. Der Orden legte seinen Mitgliedern strenge Fastenregeln auf; unter anderem durfte während der Fastenzeit nur flüssige Nahrung konsumiert werden. Die Mönche kamen aus Italien, und das Fasten fiel ihnen im klimatisch raueren Bayern schwer. Zunächst behalf man sich mit dem ainpöckschen Bier aus dem Hofbräuhaus, das nicht unter die Fastenregeln fiel. Dieses starke Bier war sehr kalorienhaltig, da es im Vergleich zu heutigen Bieren relativ schwach vergoren war, und wirkte damit sättigend und kräftigend. Es gelang den Paulanern, von Maximilian ein Privileg zum Brauen zu erhalten. Ab 1629 stellten sie ihr eigenes Bier her. Dabei hoben sie die Stammwürze nochmals an, so erhielten sie ein stärkeres und sättigenderes Bier als das „ainpöcksche“ (ein Bock) aus dem Hofbräuhaus. Der spätere Name Doppelbock geht darauf zurück. Zur Ehre ihres Ordensgründers, des heiligen Franz von Paola, wurde es alljährlich bis zum 2. April, seinem Todestag, gebraut und Herrenbier, des heiligen Franz Öl oder auch Sankt-Vaters-Bier genannt. Letztere Bezeichnung wandelte sich in den Begriff Salvator.
Den Paulanern war zwar das Brauen gestattet, ein Schankrecht hatten sie aber nicht. Trotzdem begannen sie bald, ihr starkes Frühjahrsbier im Garten und Keller des Klosters an die Bevölkerung auszuschenken. Von der Obrigkeit wurde dies geduldet, obwohl die Münchner Wirte und Brauer dagegen protestierten.
Die heutige Bekanntheit des Münchner Starkbiers geht auf den Frater Barnabas genannten Paulanermönch Valentin Stephan Still zurück. Er kam am 15. Februar 1750 in Fischbach bei Nittenau als Sohn des Braumeisters Georg Still zur Welt und erlernte selbst den Beruf des Braumeisters. Im Alter von 23 Jahren trat er als Laienbruder in das Paulanerkloster Amberg ein. Einige Jahre später wurde er der Braumeister der Paulaner in der Au. Er führte ein, den bayerischen Kurfürsten Karl Theodor zum alljährlichen Anstich des Starkbiers am 2. April einzuladen und ihm den ersten Krug Bier auszuschenken. Im Gegenzug gestattete Karl Theodor den Paulanern am 26. Februar 1780 offiziell den öffentlichen Bierausschank. In der Säkularisation im Jahr 1800 wurde das Paulanerkloster enteignet und fiel an den Kurfürsten Maximilian IV. Joseph. Franz Xaver Zacherl pachtete kurz darauf die Paulaner Brauerei, welche damit bürgerlich wurde.
Etwa ab 1840 begannen auch andere Münchner Brauereien, Doppelbockbier unter dem Namen Salvator zu verkaufen, ab 1884 auch die Fürther Brauerei Geismann. Zacherl klagte mit der Begründung dagegen, Salvator sei keine Sortenbezeichnung, sondern Markenname. Das Gericht gab Zacherl Recht, und die Brauereien waren gezwungen, ihr Doppelbock umzubenennen. Dabei wurde das Suffix -ator in der Regel beibehalten. Auch heute tragen viele Doppelbockbiere einen auf -ator endenden Namen, z. B. Animator, Bajuvator, Curator, Delicator, Maximator, Optimator, Palmator, Triumphator, Vitaminator. Der Asterix-Band Auf geht’s zu de Gotn! in der bairischen Mundartausgabe von Hans Well spielt darauf an: Dort wird der Zaubertrank Zauberator genannt.
Eine weitere Bezeichnung für das ursprünglich in den 40 Tagen zwischen Aschermittwoch und Ostern als Nahrungsersatz gebrauchte Doppelbock, ist Fastenbock.

## Bockbierfeste
Bockbierfeste gibt es an zahlreichen verschiedenen Orten. In Berlin haben sie eine Tradition seit dem 19. Jahrhundert (siehe Bockbierfest (Berlin)). Daneben gibt es beispielsweise den Senatsbockanstich in Hamburg.
Überregionale Bekanntheit hat der Starkbieranstich des Starkbierfestes am Nockherberg in München erlangt. Die traditionelle Veranstaltung mit Singspiel und Politiker-Derblecken wird im Bayerischen Rundfunk übertragen, wo sie regelmäßig für Spitzenquoten sorgt.

## Besondere Zeiten

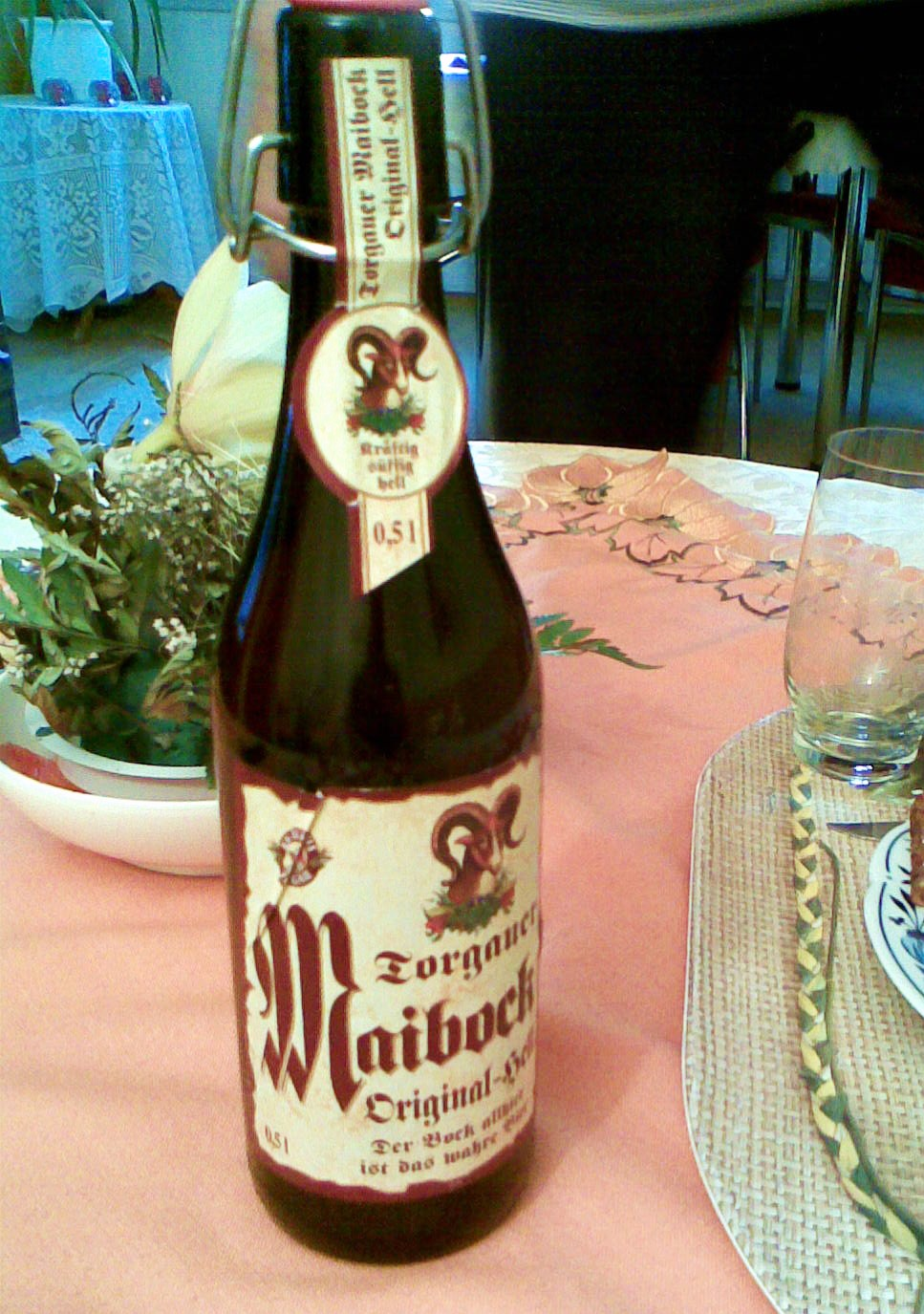
Flasche mit Torgauer Maibock
Inschrift: „Der Bock allhier ist das wahre Bier“

Traditionell wurden Bockbiere mit hohem Extraktgehalt im späten Herbst für die Winterzeit gebraut. Später wurde das Brauen der Starkbiere technisch auch im Frühjahr möglich. Beispiele hierfür sind das Maibock und das Festbock.
Festbock wird in Österreich für die Vorweihnachts- und Weihnachtszeit in heller und dunkler Variante gebraut. Auch zum Osterfest werden Bockbiere auf den Markt gebracht. Mitunter werden dafür besondere Malz- und Hopfensorten verwendet. Teilweise ist die Reife- und Lagerungszeit länger als sonst. Österreichische Festbocke werden in der Privatbrauerei Zwettl, der Schleppe Brauerei und in anderen Österreichischen Brauereien produziert. In Deutschland wird Festbock beispielsweise in der Vereinsbrauerei Apolda und in der Brauerei Bruch in Saarbrücken gebraut.

## Eisbock

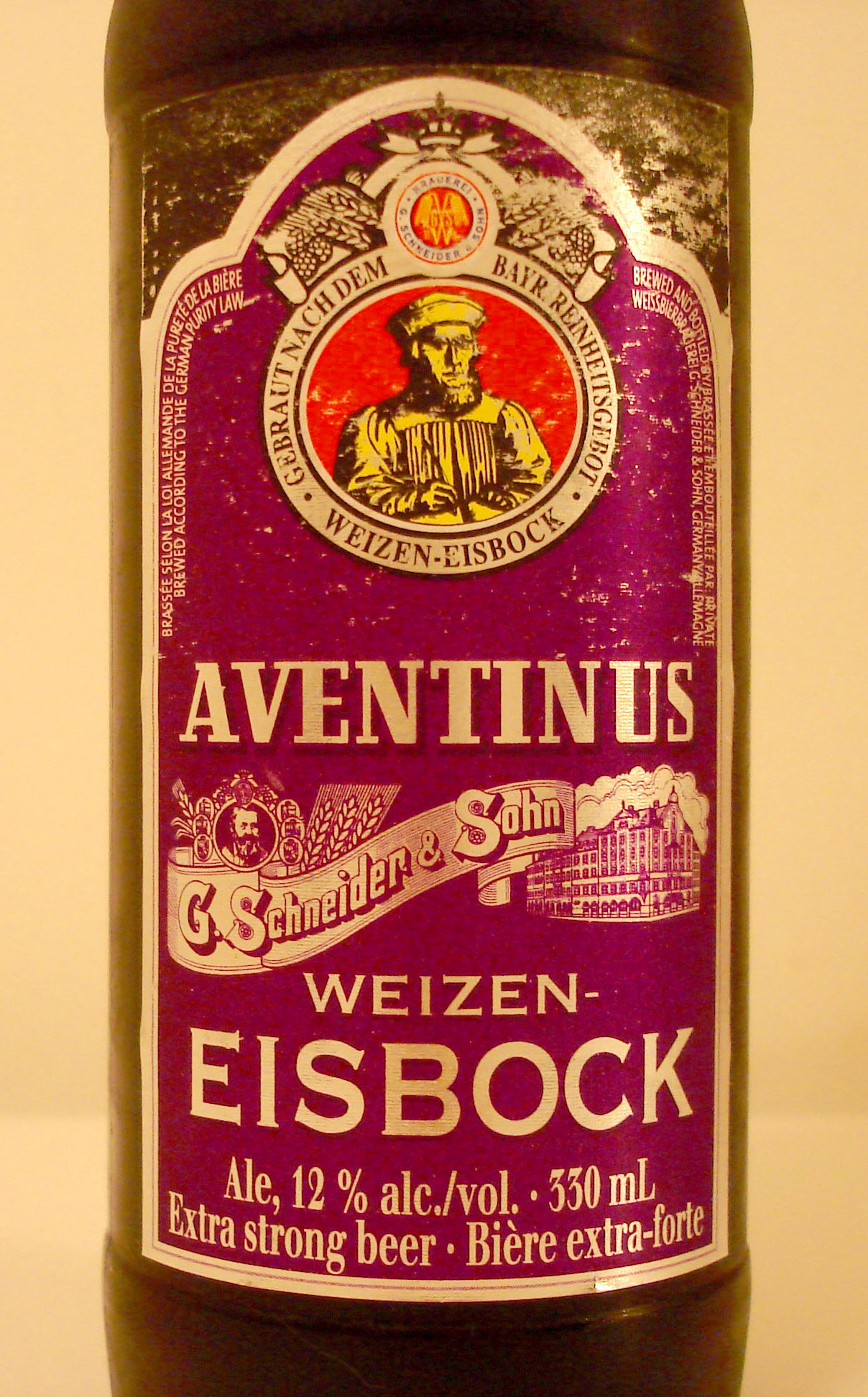
Eisbock (Weizen) mit 12 % Vol. Alkohol

### Herstellung
Eisbock wird hergestellt, indem das Bier vereist und das gefrorene Wasser entfernt wird. Damit kann ein deutlich höherer Alkoholgehalt erreicht werden. Auch wenn heute die Herstellung unter modernen Bedingungen mit anderen Gerätschaften erfolgt, wird diese Bierspezialität für den Kenner von einigen Brauereien nach diesem Verfahren hergestellt. Diese Methode entspricht dann immer noch der Bier-Definition, da lediglich der Wassergehalt geringer wird und alle anderen Zutaten unverändert bleiben.
Mit dem Frosten von Eisbock wird der „Kampf“ um das stärkste Bier der Welt geführt. So war Schorschbock 43 der Brauerei Schorschbräu aus dem Fränkischen Ort Oberasbach eine kurze Zeit stärkstes Bier der Welt mit einem Alkoholgehalt von 43 % Vol., bis die schottische Brauerei BrewDog dies mit The End of History noch deutlich übertraf. Dann lagen 2012 wieder die Franken vorne mit dem Schorsch-Eisbock mit 57 %.
Im Oktober 2012 brachte die schottische Brauerei Brewmeister das Brewmeister Armageddon auf den Markt mit einem Alkoholgehalt von 65 %. Dies wurde mit dem Snake Venom derselben Brauerei mit 67,5 % noch übertroffen, allerdings durch Zugabe von reinem Ethylalkohol.

### Die Legende
Es wird erzählt, dass um 1890 ein Brauergeselle im oberfränkischen Kulmbach Fässer mit Bockbier im Freien stehen ließ. In der folgenden Winternacht gefror ein Teil des im Bier befindlichen Wassers; der Alkohol und die restlichen Bestandteile des Biers sammelten sich in konzentrierter Form im Inneren dieses Eisblocks an. Am Tag darauf ordnete der Meister seinem Gesellen an, die Blöcke zur Strafe aufzuschlagen und die Flüssigkeit im Inneren auszutrinken. Zur Überraschung der beiden war diese durchaus genießbar: Sie hatten durch Zufall den Eisbock erfunden. Auch heute noch basiert das Verfahren auf diesem einfachen Prinzip, bei welchem dem Starkbier durch Gefrieren Wasser entzogen wird.